# Rhynchopyga aurantiaca
Rhynchopyga aurantiaca là một loài bướm đêm thuộc phân họ Arctiinae, họ Erebidae.